# 광화문광장
광화문광장(光化門廣場)은 대한민국 서울특별시 종로구에 위치한 광장이다. 2009년 8월 1일 12시 일반시민에게 개방되었다. 범위는 광화문에서 세종로 사거리 및 청계광장에 이르며, 폭 34m, 길이 740m의 상시 광장에, 평상시에는 차도이나 대규모 행사시에 광장으로 활용이 가능한 왕복 10차선 예비광장으로 구성되어 있다. 향후 세종문화회관 쪽 5차선을 시민들의 공간으로 확장 할 예정이다. 왕복 10차선에서 왕복 7차선으로 감소해 우려가 되지만, 신호 체계 개편과 우회도로 신설로 우려한 대로 극심 정체가 없을 것 이라고 서울시는 예상했으나 7-9차로로 더욱 줄어들어서 교통정체가 더욱 심해졌다.
2002년에 이명박 서울시장이 광화문, 서울특별시청, 숭례문 앞에 광장을 만들겠다는 구상을 한 적이 있었으며, 오세훈 서울시장 재임 당시 세종대로 양측 배치, 중앙 배치, 편측 배치 등 세 가지 안 가운데 중앙 배치안이 채택되었다.

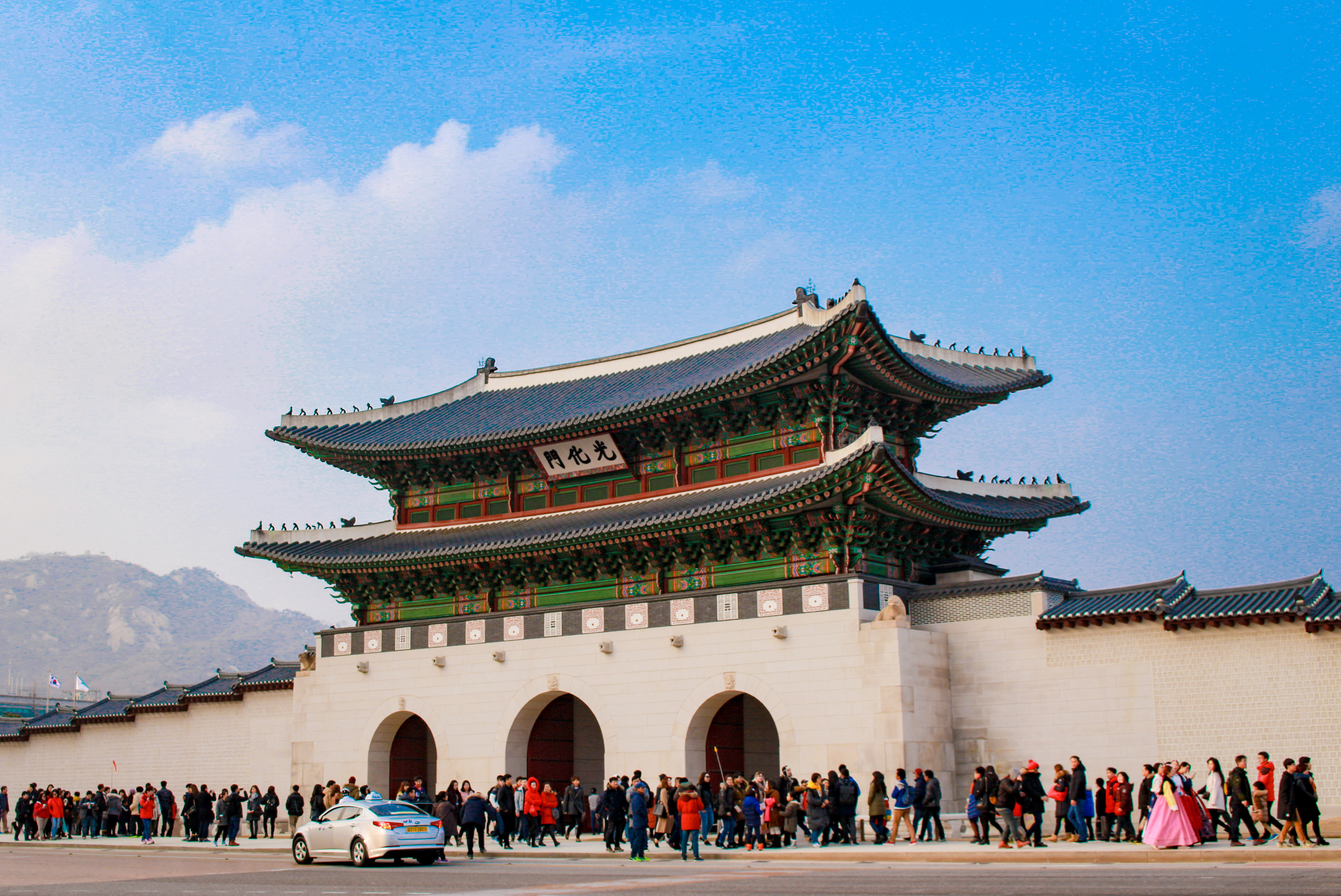
광화문광장에 이름이 들어가는 경복궁의 정문 광화문

## 구성
광장은 북쪽에서 남쪽 순으로 〈광화문의 역사를 회복하는 광장〉, 〈육조거리의 풍경을 재현하는 광장〉, 〈한국의 대표 광장〉, 〈시민들이 참여하는 도시문화 광장〉,〈도심속의 광장〉, 〈청계천 연결부〉로 나누어 계획되었다.
〈광화문의 역사를 회복하는 광장〉은 광화문 전면부 구간인 총 130m로 월대를 재현하였으며, 〈육조거리의 풍경을 재현하는 광장〉은 세종로공원 주변 구간인 총 210m로 육조거리의 흔적을 재현하였다. 〈한국의 대표광장〉은 세종문화회관 전면부 구간인 총 130m로 세종대왕 동상을 이전, 분수를 이용한 워터 스크린으로 구성되었으며, 〈시민들이 참여하는 도시문화 광장〉은 세종문화회관과 이순신 동상 사이의 광화문광장과 지하철 광화문 정거장을 연결하는 지하통로를 활용하여 조성한 해치마당을 통해, 광장 이용객을 위한 화장실 등 편의시설과 전시장 등 문화갤러리 공간을 구성하였다. 〈도심속의 광장〉은 이순신 동상 주변으로 인공연못 및 바닥분수 등을 설치하였다. 〈청계천 연결부〉는 세종로사거리와 청계광장 사이로 청계천과 광화문, 경복궁을 연결하고 있으며 서울시티 투어의 시작 장소다.

## 주변 풍경
광화문광장은 광화문 앞 사직로에서 시작해 세종대로가 양옆 갈래로 뻗어나가 둘러싸여 있으며, 문안로와 종로가 만나는 세종대로 사거리에서 끝난다. 광장을 중심으로 서쪽은 세종대로 하행선, 동쪽은 세종대로 상행선 구간이다.
광화문을 기점으로, 광장의 서쪽 편과 동쪽 편에서 볼 수 있는 인근 건물과 시설들은 다음과 같다.
서쪽
- 정부서울청사
- 사직로8길
- 세종로공원 - 그 뒤로 대한민국 외교부 청사와 정부서울청사 별관 건물.
- 세종문화회관
- 세종대로23길
  - 지하에 광화문역 5호선 승강장이 위치.
- 현대해상빌딩
- 세광빌딩 - 삼성 갤럭시 광고판이 걸려 있는 삼각형 빌딩.
- 광화문역 7번 출구
- 광화문역 9번 출구

동쪽
- 광화문 시민열린마당 - 그 뒤로 더케이 트윈타워.
- 대한민국역사박물관
- 주한미국대사관
- 삼봉로
- KT 광화문빌딩 웨스트
  - KT 광화문지부와 서울창조경제혁신센터.
- 광화문역 2,3번 출구
- 교보생명빌딩 - 교보생명보험 본사, 교보문고 본점.
  - 주한 호주 대사관, 주한 오스트리아 대사관, 주한 핀란드 대사관, 주한 콜롬비아 대사관
  - 교보생명 광화문글판
  - 광화문역 4번 출구
- 고종 어극 40년 칭경기념비

이외에도 시민열린마당과 대한민국역사박물관 사잇길과 바로 건너편 사직로8길 사이를 연결해주는 중앙지하차도가 존재한다.

## 지도
| 좌측              | 좌측         | 좌측          | 좌측     | -        | 우측                |
| ----------------- | ------------ | ------------- | -------- | -------- | ------------------- |
| 경복궁            |              |               |          |          |                     |
| 사직로            |              |               |          |          |                     |
| 정부서울청사      | 정부서울청사 | 정부서울청사  | 세종대로 | 세종대로 | 광화문 시민열린마당 |
| 사직로 8길        |              |               |          |          |                     |
| 정부서울청사 별관 | 세종로공원   | 세종로공원    | 세종대로 | 세종대로 | 대한민국역사박물관  |
| 정부서울청사 별관 | 세종로공원   | 세종로공원    | 세종대로 | 세종대로 | 미국 대사관         |
| 세종문화회관      | 세종문화회관 | 세종대왕 동상 | 세종대로 | 세종대로 | 삼봉로              |
| 세종문화회관      | 세종문화회관 | 해치마당      | 세종대로 | 세종대로 | KT 광화문지사       |
| 세종대로 28길     |              |               |          |          |                     |
| 현대해상빌딩      | 현대해상빌딩 | 이순신 동상   | 세종대로 | 세종대로 | 광화문 교보빌딩     |
| 현대해상빌딩      | 현대해상빌딩 | 12.23 분수    | 세종대로 | 세종대로 | 광화문 교보빌딩     |
| 새문안로          |              |               |          |          |                     |

## 교통
- ● 수도권 전철 5호선 - 광화문역

## 논란

### 광화문 분수 명칭 논란
일각에서는 이순신 동상 밑에 있는 12·23 광화문 분수의 이름에 대해, 이순신이 실제로 이끈 병선은 12척이 아니라 13척이며, 일본 아키히토 천황의 출생일이 12월 23일이라는 근거를 들어, 서울특별시 측에 이 문제에 대해 민원을 제기하였다. 여기에 대해, 서울특별시 측은 “일왕 생일과의 일치 여부는 모르던 사실이다”라고 해명하였고, 현충사관리소 관계자는 “정확한 사료로 따지면 13·23이 맞겠지만 충무공의 장계에 12라는 숫자가 있기 때문에 큰 문제는 아닌 것 같다”라고 밝혔다.

### 광장 사용 논란
2009년 11월 29일에 드라마 아이리스에서는 대한민국 드라마로는 사상 최초로 광화문광장과 세종로 일대에서 대규모 총격 장면이 촬영되었다. 오전 7시부터 오후 7시까지 서울특별시청 방향 차선이 통제된 채 촬영이 이루어졌다. 서울특별시청은 드라마를 통해 서울의 풍광을 널리 알릴 수 있는 좋은 기회라 판단하여 이례적으로 광화문 촬영을 허용하였다고 밝혔다. 그러나, 촬영으로 인해 주말동안 이 지역을 지나는 차량들이 소통에 어려움을 겪었으며, “시위는 허용하지 않으면서 드라마 촬영은 되느냐”는 형평성 논란도 생겼다.

## 대중문화

### 영화
- 2018년 영화 《골든 슬럼버》
- 2018년 영화 《인랑》 - 2029년 광화문광장이 나온다.

### 웹툰
- 2019년 웹툰 《캉타우》

## 같이 보기
- 서울특별시
- 서울광장
- 광화문
- 청계천